# TGV Dasye
El TGV Dasye es un modelo de tren de alta velocidad francés fabricado por Alstom y operados por SNCF. Es una evolución de la serie TGV Duplex.
Son trenes de doble piso con una velocidad máxima en servicio comercial de 320 km/h. Están pensados para cubrir servicios internacionales, ya que admiten sistemas de seguridad y electrificación que se utilizan fuera de Francia. Dasye proviene de «Duplex ASYnchrone ERTMS». Son clasificadas como serie 700 de la SNCF.

## Características

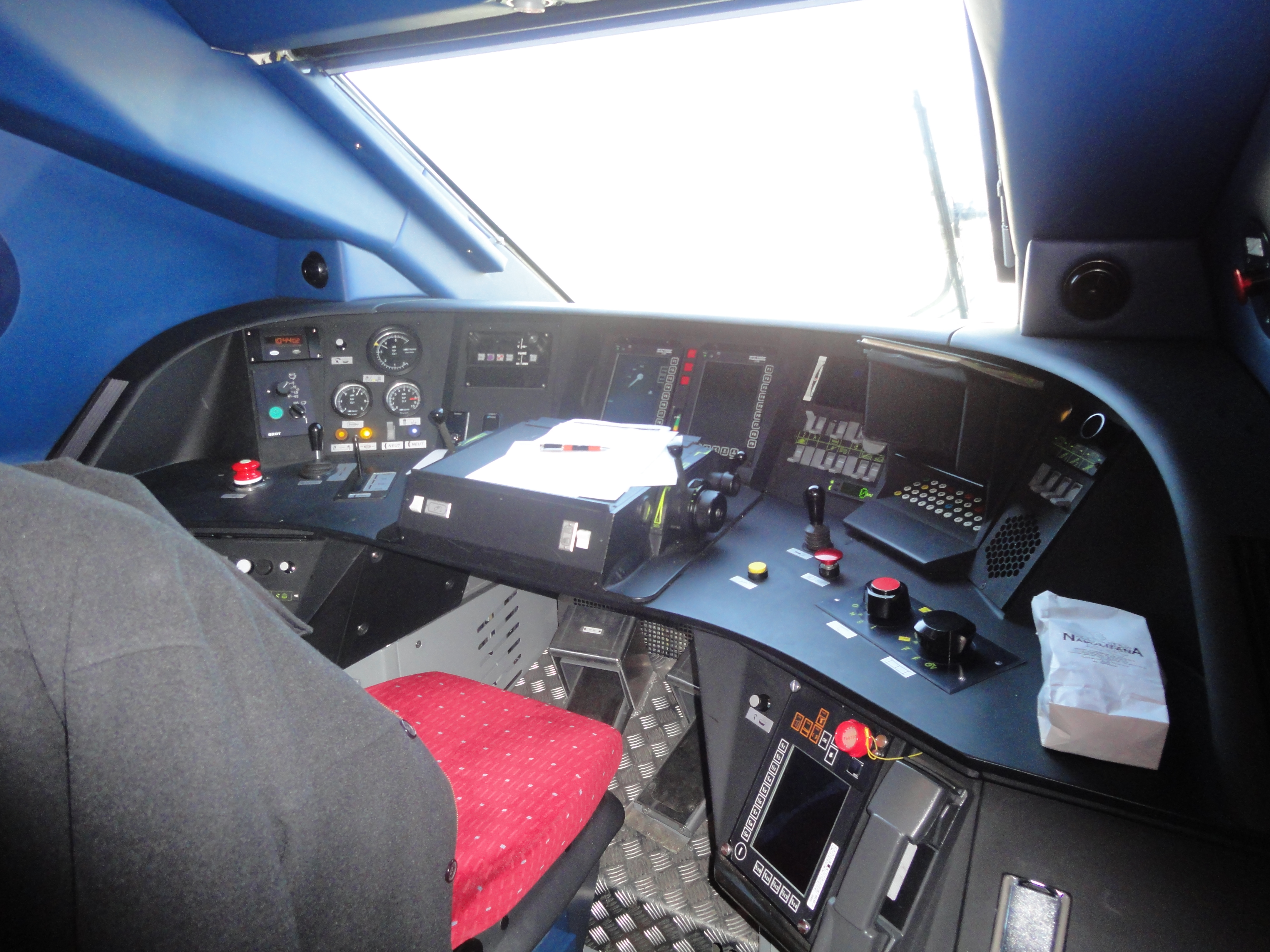
Cabina de un TGV Dasye en Figueras-Vilafant.

La serie es estéticamente similar a la TGV Duplex, e incorpora tecnología de la serie TGV POS, como una nueva tracción con motores asíncronos o la presencia del sistema ERTMS.
Las motrices de la composición 701 llegaron a la vía en 2006, y fueron probadas con los remolques de la composición 619. Obtuvo su homologación completa el 14 de febrero de 2008. En total fueron encargadas 52 composiciones, que empezaron a entregarse en 2008 y que se continúan fabricando en la actualidad.
La distribución interior dispone de nuevos colores azules y enchufes en los asientos, mientras que el resto es muy similar a la serie TGV Duplex.

## Líneas por las que circula

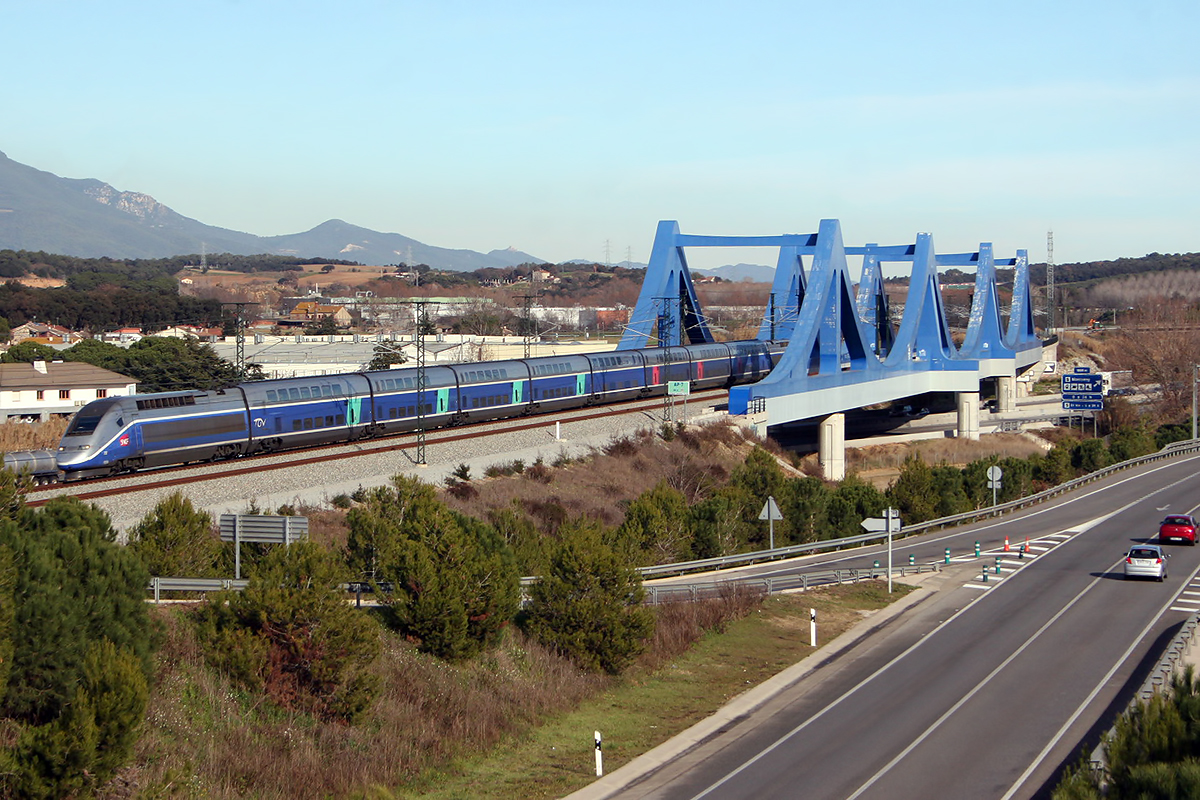
TGV Dayse.

Este modelo tiene como objetivo aumentar los enlaces con el sur, especialmente con España a través de la línea de alta velocidad Perpiñán-Figueras y la Línea de alta velocidad Barcelona-Frontera francesa. El resto de composiciones Duplex no pueden entrar en España debido a que no disponen del sistema de seguridad ERTMS.
También está prevista su utilización en la línea Rin-Ródano, que se construye entre Dijón y Mulhouse, y cuya finalización está prevista en diciembre de 2011.

## Nota
- Esta obra contiene una traducción  derivada de «TGV Duplex» de Wikipedia en francés, publicada por sus editores bajo la Licencia de documentación libre de GNU y la Licencia Creative Commons Atribución-CompartirIgual 4.0 Internacional.